# Sandtrockenrasen Achim
Der Sandtrockenrasen Achim ist ein Naturschutzgebiet in der niedersächsischen Stadt Achim im Landkreis Verden.

## Allgemeines
Das Naturschutzgebiet mit dem Kennzeichen NSG LÜ 211 ist circa 57 Hektar groß. Es ist nahezu deckungsgleich mit dem im 2004 ausgewiesenen, gleichnamigen FFH-Gebiet. Im Süden grenzt es kleinflächig an das Landschaftsschutzgebiet „Weserniederung zwischen Kanalmündung bei Eissel und Clüverswerder“. Das Gebiet steht seit dem 2. April 1994 unter Naturschutz. Zuständige untere Naturschutzbehörde ist der Landkreis Verden.

## Beschreibung

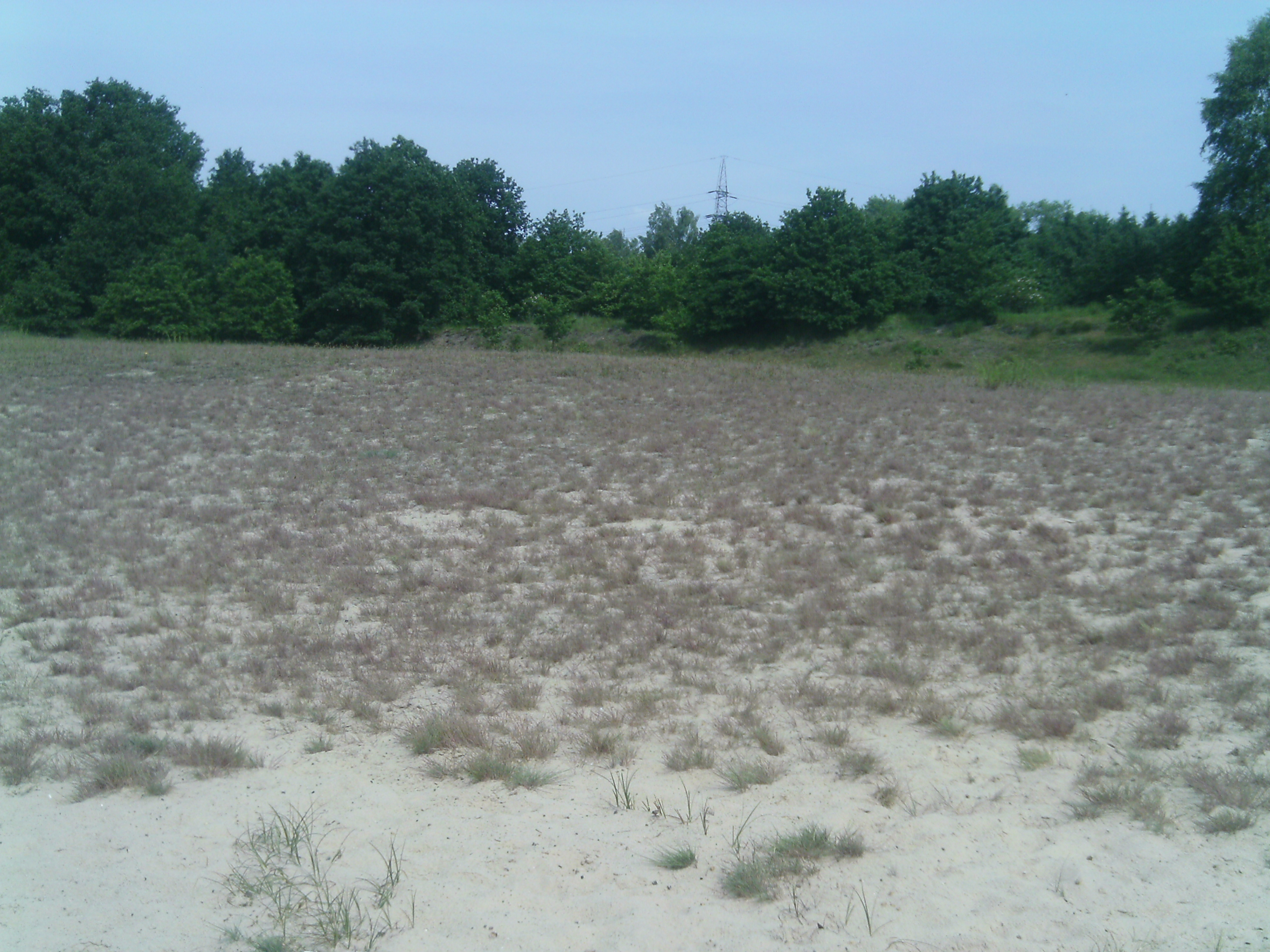
Silbergrasflur

Das aus zwei Teilflächen bestehende Naturschutzgebiet liegt zwischen den Achimer Ortsteilen Bierden und Uphusen südlich der Landesstraße 158. Es besteht aus Resten eines ehemaligen Binnendünengebiets, das sich entlang der Weser erstreckte. Zum Großteil sind die Dünen abgetragen worden. Im Schutzgebiet liegt der durch Ausbaggerung entstandene Ellisee. Auf den nährstoffarmen und trockenen Sanden der Dünen kommen Silbergrasfluren und Sandtrockenrasen sowie Sandheiden mit Besenheide vor. Die Sandtrockenrasen zählen zu den wenigen größeren, noch vorhandenen Magerrasenkomplexen in Niedersachsen. Zur Pflege werden sie zeitweise mit Heidschnucken und Ziegen beweidet.
Im Naturschutzgebiet kommen verschiedene, standorttypische Pflanzen- und Tierarten vor, darunter schützenswerte Hautflügler, Tagfalter und Heuschrecken.

## Vornutzung
Die früheren Uphuser Berge waren ein ausgedehntes Gelände zwischen Uphusen und Bierden, das bis Anfang des 20. Jahrhunderts von großen Dünen geprägt war. Zum Aufschütten der Bremer Bahndämme wurden vor dem Ersten Weltkrieg die großen Sanddünen abgetragen, es blieben aber noch zahlreiche kleinere Dünen zurück. Im Laufe der Jahre breitete sich wieder Heide und Buschwerk aus.
Das Gelände wurde bis 1944 von Borgward mit Sitz im nahegelegenen Bremen-Hastedt für die Erprobung der Fahreigenschaften ihrer militärischen Fahrzeuge genutzt. Nach Ende des Zweiten Weltkriegs lag das Gelände zunächst einige Jahre brach, um dann wieder bis Ende der 1950er-Jahre von Borgward als Testgelände genutzt zu werden. 1960 begann ein weiterer Sandabbau nicht nur der restlichen Dünen, sondern auch in die Tiefe, u. a. für den Ausbau des Bremer Kreuzes und der Neuen Vahr in Bremen.